# Cape Lambeth
Cape Lambeth är en udde på ön Heard Island i Heard- och McDonaldöarna (Australien). Den ligger i den sydöstra delen av Heard- och McDonaldöarna. 